# 布罗克豪斯社交词典
《布罗克豪斯社交词典》（Conversations-Lexikon mit vorzüglicher Rücksicht auf die gegenwärtigen Zeiten）是德国学者布罗克豪斯（Arnold Friedrich Brockhaus）在19世纪初以《妇女家庭词典》为基础编写的一部小型百科全书。
《布罗克豪斯社交词典》以小条目为主，便于快速查阅，最初是给中产阶级在社交场合能够有优雅的谈吐和渊博的知识准备的。由于此书的大获成功，它的编排方式也被很多人模仿，被称为社交词典派。